# Karol Borowiecki
Karol Borowiecki – postać fikcyjna, jeden z trzech głównych bohaterów Ziemi obiecanej Władysława Reymonta i jej ekranizacji. Polak, inżynier i chemik, absolwent studiów na Politechnice w Rydze. Wraz z przyjaciółmi – Niemcem Maksem Baumen i Żydem Morycem Weltem – zostaje wspólnikiem mającej powstać fabryki włókienniczej.
W filmie z 1927 roku w reżyserii Aleksandra Hertza w postać wcielał się Kazimierz Junosza-Stępowski, zaś w filmie z 1974 oraz w serialu telewizyjnym wyreżyserowanym przez Andrzeja Wajdę – Daniel Olbrychski.